# Claudio Grassi
 Claudio Grassi  nacido el 25 de julio de 1985 es un tenista profesional de Italia.

## Carrera
Su ranking más alto a nivel individual fue el puesto Nº 300, alcanzado el 22 de agosto de 2011. A nivel de dobles alcanzó el puesto Nº 137 el 4 de noviembre de 2013.
Ha ganado hasta el año 2012, 8 torneos futures en individuales y 37 en dobles.

### 2013
En el mes de julio obtiene su primer título de la ATP Challenger Series. Se presentó en el challenger de Astana junto a su compatriota Riccardo Ghedin y derrotaron en la final a la pareja local conformada por Andrey Golubev y Mikhail Kukushkin.
En el mes de noviembre vuelve a triunfar en otro torneo, esta vez fue el Challenger de Casablanca en tierras marroquíes y otra vez junto a Ghedin como pareja. Derrotaron en la final a los alemanes  Gero Kretschmer y Alexander Satschko.

## Títulos; 2 (0 + 2)
| Leyenda                        | Individuales | Dobles |
| ------------------------------ | ------------ | ------ |
| Grand Slam (tenis)\|Grand Slam | 0            | 0      |
| ATP World Tour Finals          | 0            | 0      |
| ATP World Tour Masters 1000    | 0            | 0      |
| ATP World Tour 500 Series      | 0            | 0      |
| ATP World Tour 250 Series      | 0            | 0      |
| ATP Challenger Series          | 0            | 2      |

### Dobles
| No. | Fecha      | Torneo                   | Superficie | Pareja          | Rival en la final                  | Resultado        |
| --- | ---------- | ------------------------ | ---------- | --------------- | ---------------------------------- | ---------------- |
| 1.  | 28.07.2013 | Challenger de Astana     | Dura       | Riccardo Ghedin | Andrey Golubev Mikhail Kukushkin   | 3-6, 6-3, [10-8] |
| 2.  | 01.11.2013 | Challenger de Casablanca | Tierra     | Riccardo Ghedin | Gero Kretschmer Alexander Satschko | 6-4, 6-4         |